# Grigori Blajievschi
Grigori Blajievschi (în rusă Григорий Михайлович Блажиевский; n. 20 ianuarie/1 februarie 1856 – d. 24 aprilie 1929, Bălți, România) a fost un ofițer și politician țarist, deputat în Duma de Stat al celei de-a IV-a convocări din partea Basarabiei.

## Biografie
S-a născut în anul 1856 într-o familie nobiliară originară din gubernia Herson. A făcut studiile secundare într-o școală reală. După ce a absolvit școala de cadeți de cavalerie din Elisavetgrad în 1876, a fost promovat în calitate de cornet în Regimentul 8 de dragoni din Astrahan, în ale cărui rânduri a participat la războiul ruso-turc din 1877-1878. În timpul războiului a fost promovat în grad de locotenent și distins cu Ordinul Sf. Ana de gradul IV și Sf. Stanislav gradul III cu săbii și arc. În 1883 a fost trimis la Școala de Ofițeri de Cavalerie din Sankt Petersburg, pe care a absolvit-o cu note mari. În  anii 1894-1902 a comandat un escadron. În 1895 a fost promovat căpitan, iar în 1903, locotenent-colonel al Regimentului 43 dragoni din Tver. Ulterior, la cererea sa, a fost transferat la Regimentul 8 lancieri „Voznesenki”⁠(ru)[traduceți], staționat la Bălți în Basarabia.
În anii 1904-1905, a participat la războiul ruso-japonez. În 1909 s-a pensionat cu gradul de colonel. A fost membru al zemstvei ținutului Soroca cu vot decisiv, din 1911, staroste de Bălți. A fost membru al Partidului Centrului Basarabiei.
În 1912 a fost ales membru al Dumei de Stat din partea celui de-al 2-lea Congres al alegătorilor orașelor din gubernia Basarabia. În cadrul acesteia, a fost membru al fracțiunii de centru și al Blocului Progresist. A fost membru al comisiilor de: afaceri urbane, vânătoare, pe comunicații și pe problema muncii.
După revoluție, a continuat să locuiască la Bălți, care în 1918 ca parte a Basarabiei s-a unit cu România. A murit în 1929. A fost căsătorit și a avut o fiică.

## Distincții
- Ordinul Sf. Ana, gradul IV (1877)
- Ordinul Sf. Stanislav, gradul III cu săbii și arc (1877)
- Ordinul Sf. Ana, gradul III (1885)
- Ordinul Sf. Stanislav, gradul II (1898)
- Ordinul Sf. Vladimir, gradul IV (1902)
- Ordinul Sf. Ana, gradul II (1905)